# Garci Rodríguez de Montalvo

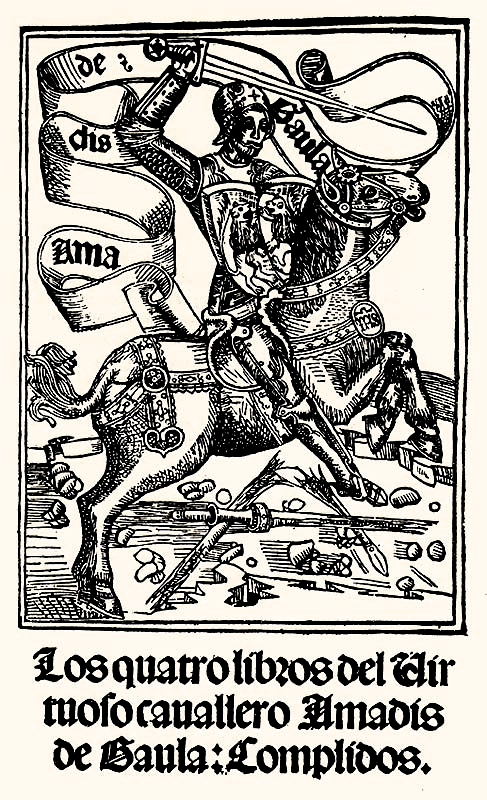
Prima edizione dell'Amadigi di Gaula, pubblicato nel 1508

Garci Rodríguez de Montalvo (Medina del Campo, 1450 – 1504) è stato uno scrittore spagnolo.

## Biografia
È stato colui che ha realizzato la versione moderna del poema cavalleresco Amadigi di Gaula, scritto in tre libri nel XIV secolo da un autore sconosciuto. Montalvo lo pubblicherà nel 1508.
Montalvo aggiunse un quarto libro scritto da lui stesso, e in seguito scrisse anche un seguito, Las sergas de Esplandián (Le avventure di Esplandián), dove narra le gesta del primogenito di Amadigi. In quest'ultimo Rodríguez descrive una mitica Isola di California, nella parte occidentale delle Indie, che viene descritta come un luogo molto prosperoso, governato dalle Amazzoni e dalla loro regina Califia; inoltre è la prima menzione nota di questa leggenda. Tale racconto influenzò molto Hernán Cortés e altri esploratori nel motivarli a trovare questa isola leggendaria. Solo nel 1539 Francisco de Ulloa, per conto dello stesso Cortés, esplorando il golfo di California e le coste della penisola di Bassa California, scoprì che era una penisola e non un'isola; tuttavia, molte mappe europee fino al XVIII secolo continuarono a rappresentarla come un'isola.